# 대규모 다중 사용자 온라인 1인칭 슈팅 게임
대규모 다중 사용자 온라인 1인칭 슈팅 게임(Massively Multiplayer Online First Person Shooting, 줄여서 MMOFPS)은 인터넷을 통해 많은 수의 사용자가 동시에 참여하는 1인칭 슈팅 게임이다. 대규모 다중 사용자 온라인 게임의 하나로, 보통의 일인칭 슈팅 게임과는 다르게 지속되는 세계를 배경으로 한다.
대표적인 MMOFPS로는 월드 워 II 온라인과 플래닛사이드 2가 있고, 대한민국에서는 헉슬리가 만들어졌는데, 헉슬리는 현재 완전히 망해버렸다.

## 같이 보기
- 가상 세계